# Leichtathletik-Europameisterschaften 1998/Hammerwurf der Frauen

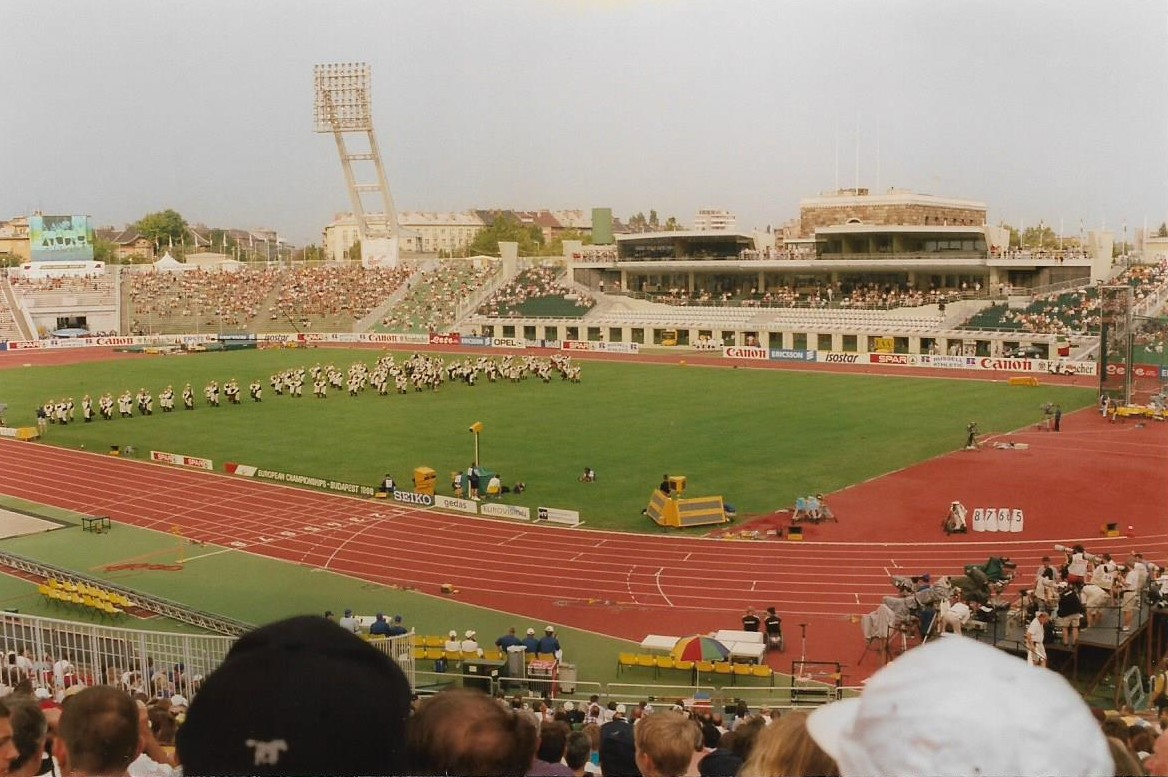
Das Népstadion von Budapest im Jahr 1998

Der Hammerwurf der Frauen bei den Leichtathletik-Europameisterschaften 1998 wurde am 21. und 22. August 1998 im Népstadion der ungarischen Hauptstadt Budapest ausgetragen.
Der Wettbewerb stand erstmals im Programm einer großen internationalen Meisterschaft. Mit 35 Werferinnen war die Teilnehmerzahl erstaunlich hoch für die noch junge neue Disziplin.
Europameisterin wurde die rumänische Weltrekordinhaberin Mihaela Melinte. Sie gewann vor der Russin Olga Kusenkowa. Bronze ging an die Deutsche Kirsten Münchow.

## Rekorde

### Bestehende Rekorde
| Weltrekord           | 73,14 m                                                   | Mihaela Melinte                                           | Poiana Brașov, Rumänien                                   | 16. Juli 1998                                             |
| Europarekord         | 73,14 m                                                   | Mihaela Melinte                                           | Poiana Brașov, Rumänien                                   | 16. Juli 1998                                             |
| Meisterschaftsrekord | Wettbewerb erstmals im Programm von Europameisterschaften | Wettbewerb erstmals im Programm von Europameisterschaften | Wettbewerb erstmals im Programm von Europameisterschaften | Wettbewerb erstmals im Programm von Europameisterschaften |

### Erster Meisterschaftsrekord / Rekordverbesserungen
Es wurde ein erster EM-Rekorde aufgestellt und anschließend mehrfach verbessert. Darüber hinaus gab es einen neuen Landesrekord.
- Erster Meisterschaftsrekorde am Ende des Wettbewerbs in der ersen Qualifikationsgruppe am 21. August:
  - 64,10 m – Olga Kusenkowa (Russland), Qualifikationsgruppe A
- Meisterschaftsrekordverbesserungen:
  - 68,65 m – Mihaela Melinte (Rumänien), Qualifikationsgruppe B, 21. August
  - 69,23 m – Olga Kusenkowa (Russland), Finale am 22. August, erster Versuch
  - 69,28 m – Olga Kusenkowa (Russland), Finale am 22. August, zweiter Versuch
  - 70,63 m – Mihaela Melinte (Rumänien), Finale am 22. August, fünfter Versuch
  - 71,17 m – Mihaela Melinte (Rumänien), Finale am 22. August, sechster Versuch
- Landesrekord:
  - 63,74 m – Katalin Divós (Ungarn), Finale am 22. August, erster Versuch

## Legende
Kurze Übersicht zur Bedeutung der Symbolik – so üblicherweise auch in sonstigen Veröffentlichungen verwendet:
| CR  | Championshiprekord    |
| NR  | Nationaler Rekord     |
| NM  | keine Weite (no mark) |
| ogV | ohne gültigen Versuch |
| x   | ungültig              |

## Qualifikation
21. August 1998
35 Wettbewerberinnen traten in zwei Gruppen zur Qualifikationsrunde an. Neun von ihnen (hellblau unterlegt) übertrafen die Qualifikationsweite für den direkten Finaleinzug von 61,50 m. Damit war die Mindestzahl von zwölf Finalteilnehmerinnen nicht erreicht. Das Finalfeld wurde mit den drei nächstplatzierten Sportlerinnen (hellgrün unterlegt) auf zwölf Werferinnen aufgefüllt. So reichten für die Finalteilnahme schließlich 59,15 m.

### Gruppe A

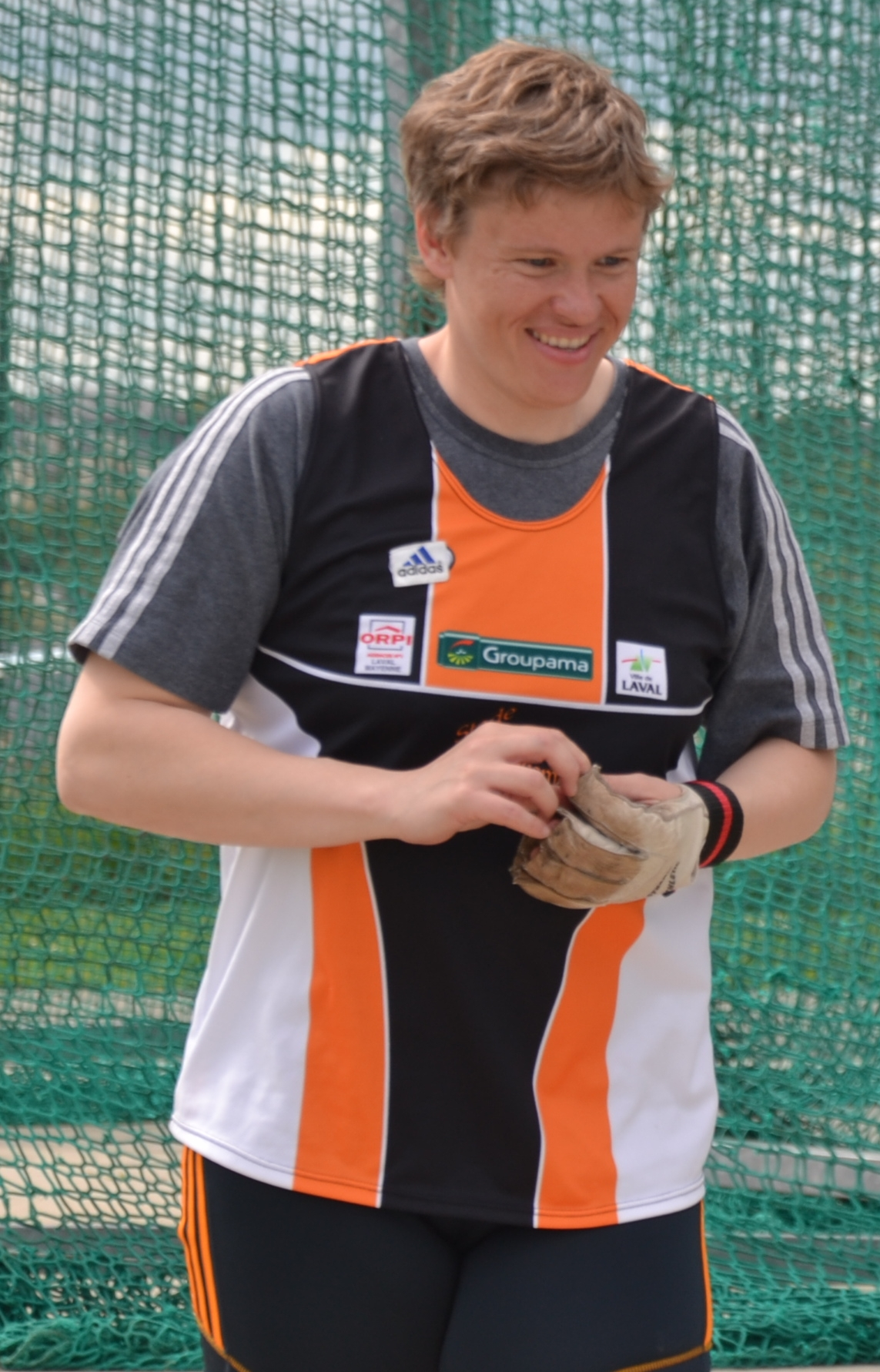
Manuela Montebrun – am Beginn einer später erfolgreichen Karriere – schied mit ihren 54,13 m in der Qualifikation aus
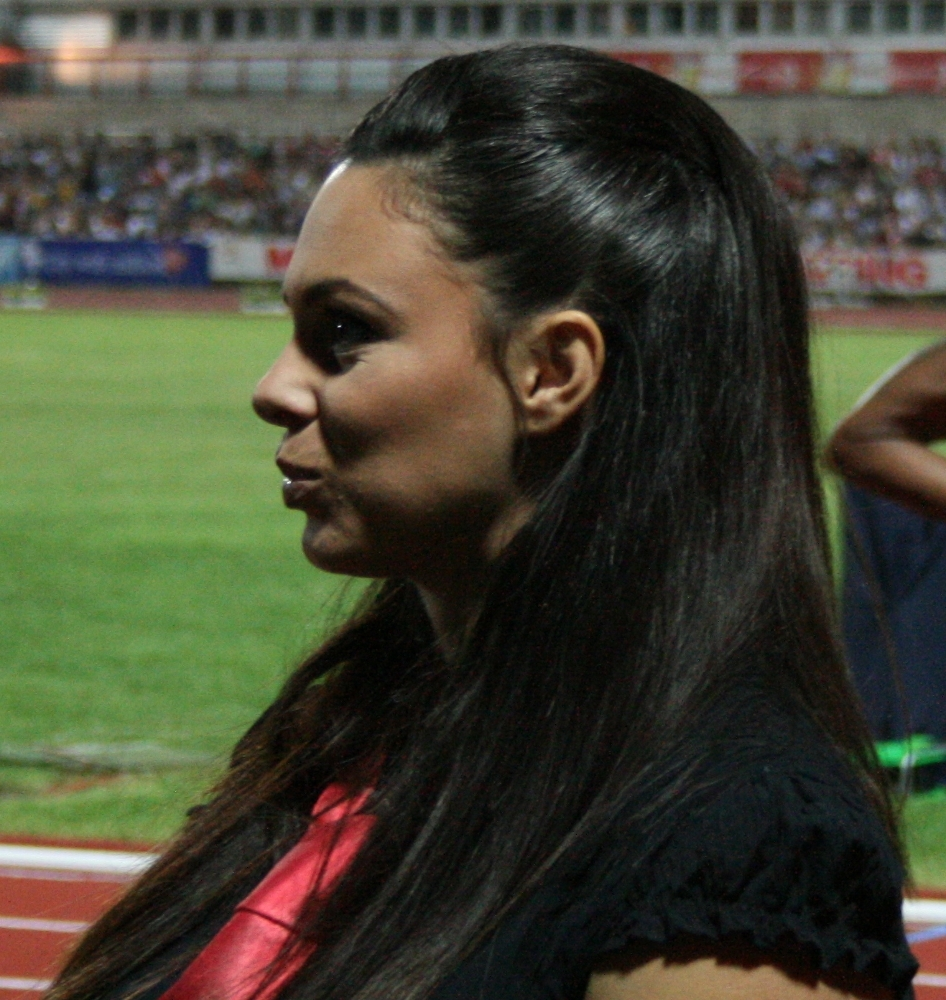
Ivana Brkljačić blieb in der Qualifikation ohne gültigen Versuch

| Platz | Name                  | Nation         | Weite (m) |
| ----- | --------------------- | -------------- | --------- |
| 1     | Olga Kusenkowa        | Russland       | 64,10 CR  |
| 2     | Kamila Skolimowska    | Polen          | 62,72000  |
| 3     | Ljudmila Hubkina      | Belarus        | 62,46000  |
| 4     | Lyn Sprules           | Großbritannien | 60,64000  |
| 5     | Manuela Priemer       | Deutschland    | 59,15000  |
| 6     | Sini Pöyry            | Finnland       | 58,61000  |
| 7     | Tatjana Konstantinowa | Russland       | 58,35000  |
| 8     | Cristina Pechita      | Rumänien       | 56,91000  |
| 9     | Júlia Tudja           | Ungarn         | 55,90000  |
| 10    | Iryna Sekatschowa     | Ukraine        | 55,37000  |
| 11    | Cécile Lignot         | Frankreich     | 54,68000  |
| 12    | Dolores Pedrares      | Spanien        | 54,34000  |
| 13    | Barbara Sugár         | Ungarn         | 54,29000  |
| 14    | Manuela Montebrun     | Frankreich     | 54,13000  |
| 15    | Maria Tranchina       | Italien        | 53,87000  |
| 16    | Nicola Coffey         | Irland         | 52,63000  |
| 17    | Sónia Martins         | Portugal       | 50,70000  |
| NM    | Ivana Brkljačić       | Kroatien       | ogV000    |

### Gruppe B
| Platz | Name                   | Nation         | Weite (m) |
| ----- | ---------------------- | -------------- | --------- |
| 1     | Mihaela Melinte        | Rumänien       | 68,65 CR  |
| 2     | Kirsten Münchow        | Deutschland    | 66,81000  |
| 3     | Sviatlana Sudak        | Belarus        | 64,12000  |
| 4     | Alla Dawydowa          | Russland       | 62,69000  |
| 5     | Simone Mathes          | Deutschland    | 62,25000  |
| 6     | Katalin Divós          | Ungarn         | 61,62000  |
| 7     | Lorraine Shaw          | Großbritannien | 61,11000  |
| 8     | Agnieszka Pogroszewska | Polen          | 58,88000  |
| 9     | Florence Ezeh          | Frankreich     | 58,72000  |
| 10    | Jolanta Borawska       | Polen          | 57,79000  |
| 11    | Mia Strömmer           | Finnland       | 57,40000  |
| 12    | Ester Balassini        | Italien        | 56,42000  |
| 13    | Jennifer Petit         | Belgien        | 53,63000  |
| 14    | Unn Merete Lie         | Norwegen       | 53,01000  |
| 15    | Nesrin Kaya            | Türkei         | 51,70000  |
| 16    | Charlotte Wåhlin       | Dänemark       | 50,62000  |
| NM    | Olivia Kelleher        | Irland         | ogV000    |

## Finale

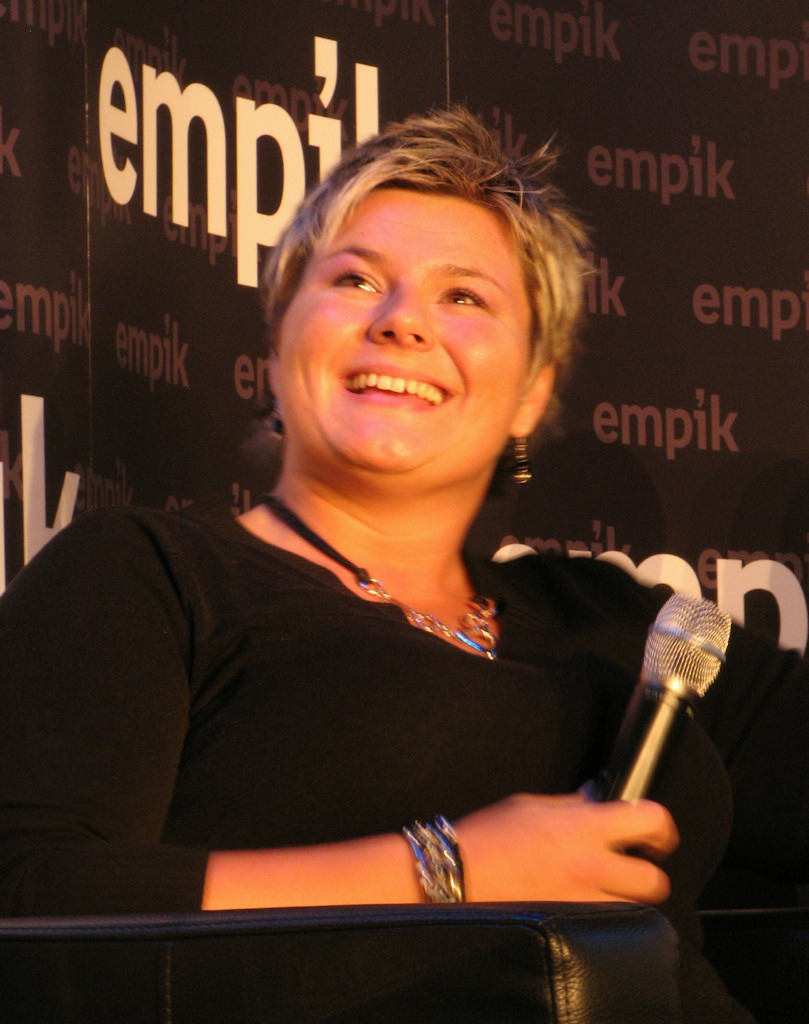
Kamila Skolimowska belegte Rang sieben – sie wurde 2000 Olympiasiegerin. 2002 EM-Zweite und 2006 EM-Dritte, bevor sie 2009 im Alter von 26 Jahren an einer Lungenembolie verstarb

22. August 1998
| Platz | Name               | Nation         | Weite (m) | Versuchsserien (m) | Versuchsserien (m) | Versuchsserien (m) | Versuchsserien (m)                          | Versuchsserien (m)                          | Versuchsserien (m)                          |
| Platz | Name               | Nation         | Weite (m) | 1. Versuch         | 2. Versuch         | 3. Versuch         | 4. Versuch                                  | 5. Versuch                                  | 6. Versuch                                  |
| ----- | ------------------ | -------------- | --------- | ------------------ | ------------------ | ------------------ | ------------------------------------------- | ------------------------------------------- | ------------------------------------------- |
| 1     | Mihaela Melinte    | Rumänien       | 71,17 CR  | 68,41000           | 66,19000           | 69,02              | x                                           | 70,63 CR                                    | 71,17 CR                                    |
| 2     | Olga Kusenkowa     | Russland       | 69,28000  | 69,23 CR           | 69,28 CR           | 63,72              | x                                           | x000                                        | x000                                        |
| 3     | Kirsten Münchow    | Deutschland    | 65,61000  | x000               | 61,28000           | x                  | 61,03                                       | x000                                        | 65,61000                                    |
| 4     | Simone Mathes      | Deutschland    | 64,05000  | 56,59000           | 63,60000           | x                  | x                                           | 62,96000                                    | 64,05000                                    |
| 5     | Katalin Divós      | Ungarn         | 63,74 NR  | 63,74 NR           | 58,90000           | x                  | 60,04                                       | 61,93000                                    | x000                                        |
| 6     | Ljudmila Hubkina   | Belarus        | 63,03000  | 61,15000           | x000               | x                  | x                                           | x000                                        | 63,03000                                    |
| 7     | Kamila Skolimowska | Polen          | 62,68000  | x000               | 61,50000           | 62,68              | x                                           | 59,63000                                    | x000                                        |
| 8     | Alla Dawydowa      | Russland       | 62,36000  | 60,47000           | 60,88000           | 60,91              | 62,36                                       | 61,92000                                    | 61,62000                                    |
| 9     | Sviatlana Sudak    | Belarus        | 60,14000  | 60,14000           | x000               | 60,12              | nicht im Finale der besten acht Werferinnen | nicht im Finale der besten acht Werferinnen | nicht im Finale der besten acht Werferinnen |
| 10    | Manuela Priemer    | Deutschland    | 59,57000  | 58,07000           | 59,57000           | x                  | nicht im Finale der besten acht Werferinnen | nicht im Finale der besten acht Werferinnen | nicht im Finale der besten acht Werferinnen |
| 11    | Lorraine Shaw      | Großbritannien | 58,19000  | x000               | 54,44000           | 58,19              | nicht im Finale der besten acht Werferinnen | nicht im Finale der besten acht Werferinnen | nicht im Finale der besten acht Werferinnen |
| 12    | Lyn Sprules        | Großbritannien | 57,68000  | 57,68000           | 52,98000           | x                  | nicht im Finale der besten acht Werferinnen | nicht im Finale der besten acht Werferinnen | nicht im Finale der besten acht Werferinnen |